# Muntanya de Sant Mamet
La Muntanya de Sant Mamet és una serra dels prepirineus catalans situada a cavall dels municipis d'Alòs de Balaguer, Artesa de Segre, Vilanova de Meià i Camarasa, a la comarca de la Noguera, amb una elevació màxima de 1.391 metres.

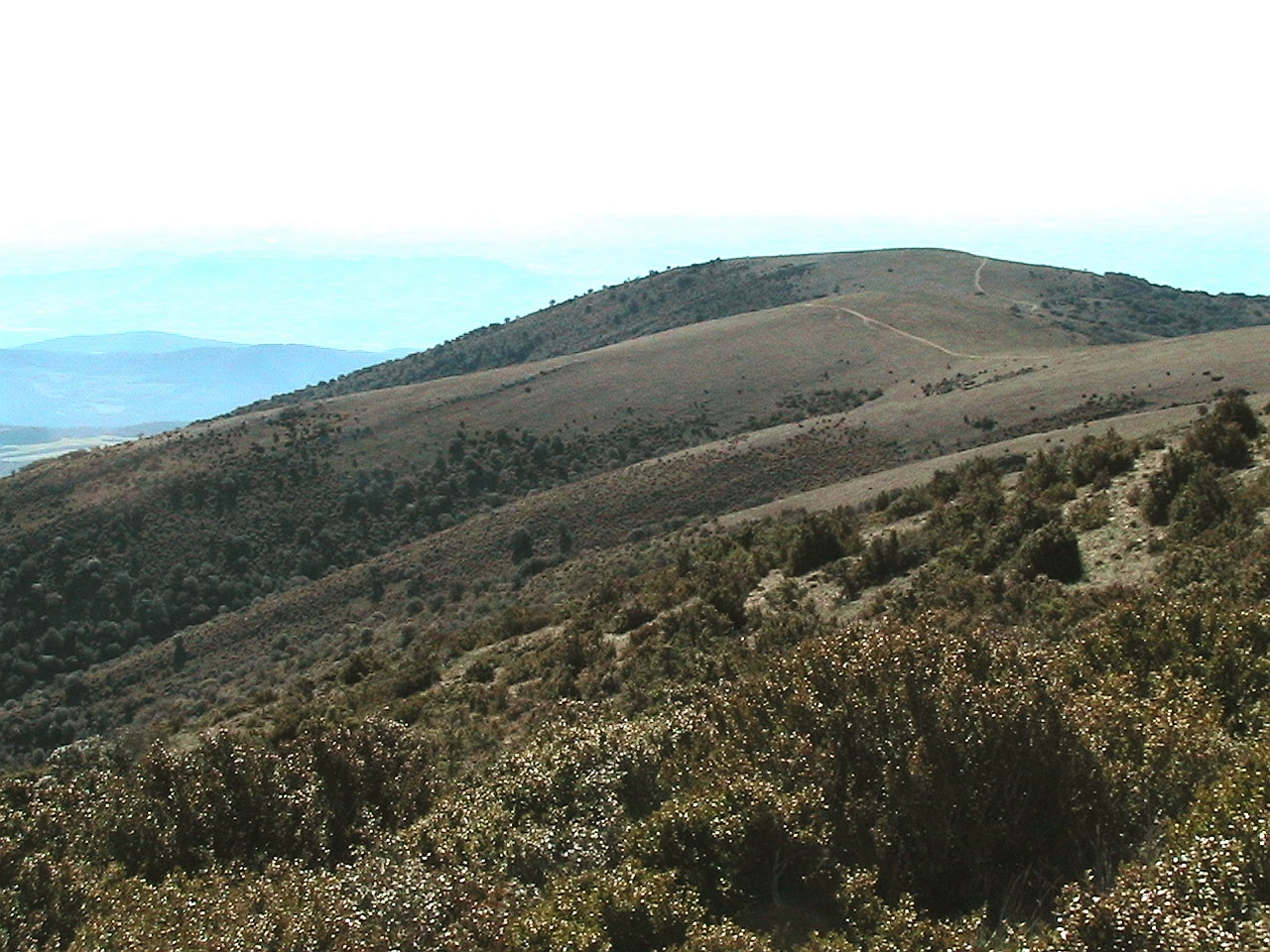
Rasos aplanats per l'erosió al cim de la muntanya de Sant Mamet

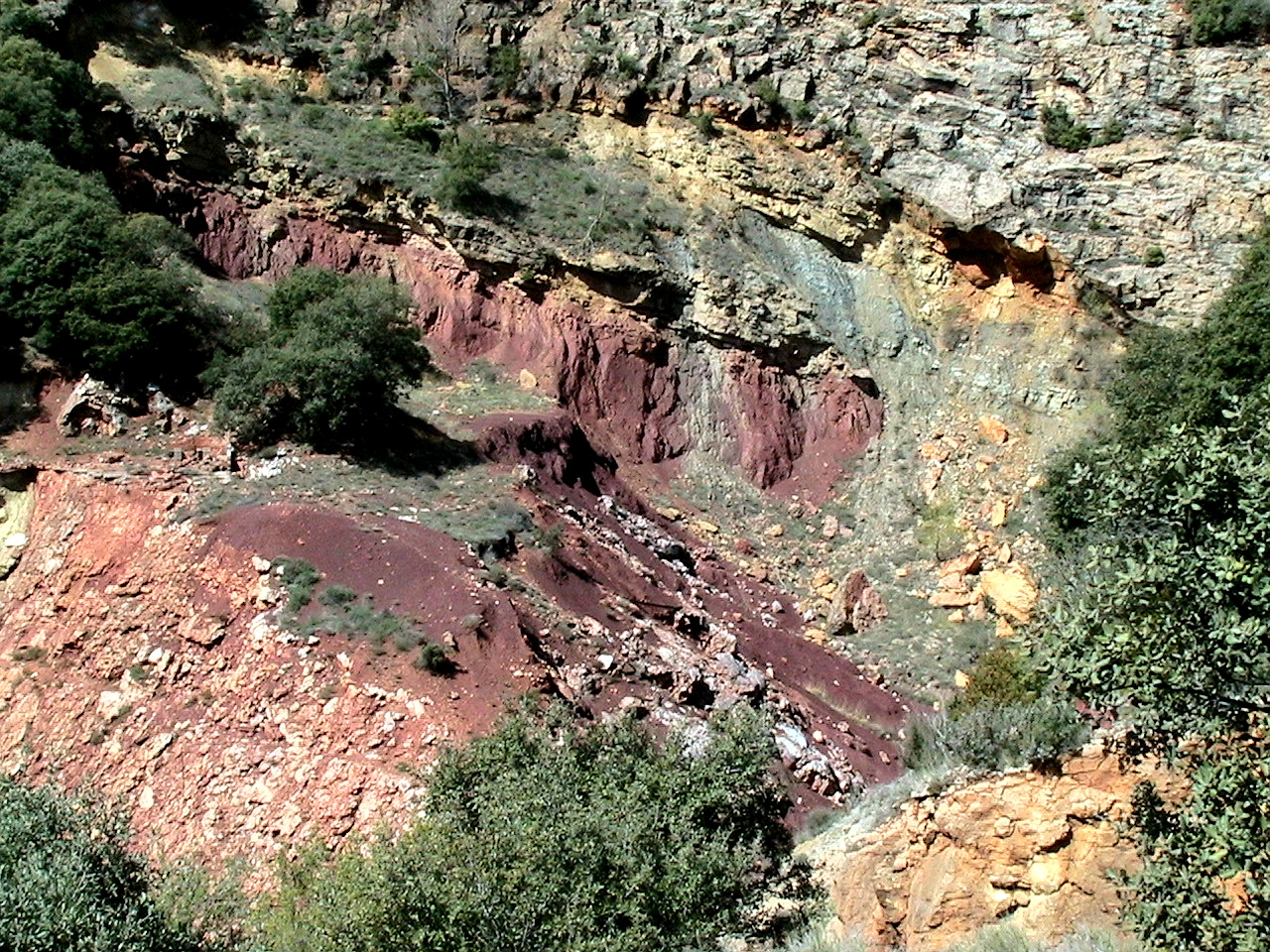
Antigues mines d'extracció de bauxita